# Бобожонов, Пулат Раззакович
Пула́т Разза́кович Бобожонов (узб. Poʻlat Razzaqovich Bobojonov; род. 1 января 1961, Багатский район, Узбекская ССР) — узбекский юрист и государственный деятель, заместитель советника Президента Узбекистана по вопросам кадровой политики с 4 марта 2025 года, экс-глава МВД Узбекистана (2017—2025).

## Биография
1977—1982 — Студент юридического факультета ТашГУ.
1982—1982 — Военная служба.
1982—1983 — Помощник прокурора Гурленского района.
1983—1991 — Прокурор, затем начальник отдела общего надзора прокуратуры Хорезмской области.
1991—1992 — Прокурор Гурленского района.
1992—1996 — Первый заместитель хокима Багатского района.
1996—1999 — заместитель хокима Хорезмской области.
1999—2000 — сотрудник аппарата Президента Республики Узбекистан.
2000—2005 — Заместитель Генерального прокурора Республики Узбекистан.
В 2003 году награждён орденом «Дустлик».
2005—2006 — начальник департамента по борьбе с валютными преступлениями при Генеральной прокуратуре.
2006—2011 — прокурор Джизакской области.
2011—2012 — прокурор Бухарской области.
2012—2017 — хоким Хорезмской области.
Указом Президента Узбекистана Шавката Мирзиёева от 4 сентября 2017 года назначен министром внутренних дел Республики Узбекистана.
14 января 2019 года присвоено специальное звание генерал-лейтенанта.
18 февраля 2023 года избран председателем Федерации волейбола Узбекистана.
В 2024 году награждён орденом «Шон-Шараф» I степени.
3 марта 2025 года освобождён от должности министра внутренних дел.